# HD 84117
Désignations
HD 84117, également désignée HR 3862, est une étoile de la constellation de l'Hydre. Elle a une magnitude apparente visuelle de 4,94. D'après la mesure de sa parallaxe annuelle par le satellite Gaia, elle est distante de ∼ 48,8 a.l. (∼ 15 pc) du Soleil. Elle s'en éloigne à une vitesse radiale de +35 km/s.
HD 84117 est une étoile jaune-blanc de la séquence principale de type spectral F9V. Elle est plus jeune que le Soleil, avec un âge estimé à 2,15 milliards d'années et elle est 15 % plus massive que lui. Le rayon de l'étoile est 26 % plus grand que le rayon solaire, elle est 2,1 fois plus lumineuse que le Soleil et sa température de surface est de 6 248 K.